# Сахара (фильм, 1943)
«Сахара» (англ. Sahara) — фильм режиссёра Золтана Корды, созданный по мотивам советского фильма «Тринадцать» М. Ромма (1936 г.) и романа Филипа Макдональда "Патруль". Существует также сравнительно современный ремейк фильма — 1995 года (режиссёр Брайан Тренчард-Смит, в главной роли Джеймс Белуши).
В главной роли — Хамфри Богарт. Авторы сценария Джон Говард Лоусон и Золтан Корда.
В 1944 году фильм номинировался на премии «Оскар» в трёх номинациях «Лучший звук», «Лучшая операторская работа», «Лучшая мужская роль второго плана».

## Сюжет
Фильм посвящён 4-му бронетанковому корпусу армии США, содействие которого позволило снять этот фильм.
Действие фильма происходит в Северной Африке в районе между Тобруком, Бир-Хакеймом и ливийско — египетской границей в июне 1942 года.
Экипаж танка М3 «Ли» из состава американской танковой бригады, которая входила в состав 8-й британской армии, получив приказ отступать, прорывается по Ливийской пустыне к своим, собирая по пути бойцов у разгромленного госпиталя королевских войск Великобритании, солдата суданского батальона с конвоируемым им итальянским военнопленным, а также сбитого в бою с танком немецкого летчика.
Добравшись до полупересохшего колодца, команда принимает там бой с разведдозором, а затем и с основными силами немецкого батальона, который также стремится захватить этот колодец.
После тяжелого боя в обмен на воду немцы бросают оружие и сдаются в плен.

## В ролях
- Хамфри Богарт — сержант Джо Ганн
- Брюс Беннетт — Вако Хойта
- Дж. Кэррол Нэш — Джузеппе
- Ллойд Бриджес — Фред Кларксон
- Рекс Ингрэм — сержант Майор Тамбул
- Ричард Ахерн — капитан Джейсон Холлидей
- Дэн Дьюриа — Джимми Дойл
- Карл Харборд — Марти Уильямс
- Патрик О’Мур — Осмонд «Оззи» Бейтс
- Луи Мерсье — Жан Леру, «Француз»
- Гай Кингсфорд — Питер Стегман
- Курт Кройгер — капитан фон Шлетоу
- Джон Венграф — майор Фон Фалькена

## Производство
До Богарта главная роль была первоначально предложена Гэри Куперу, Гленну Форду и Брайану Донлеви. По словам Хедды Хоппер, жена Донлеви, Марджори Лейн, ждала ребенка, и он не хотел застревать на месте. Американский еженедельник Variety, однако, сообщил, что Донлеви устал сниматься в фильмах о войне, а Богарт устал от гангстерских ролей, поэтому актеры поменялись местами. Донлеви снялся в фильме «Мой друг Керли» (выпущенный как «Жили-были» (Once Upon a Time) в 1944 году, а Богарт снялся в фильме «Где-то в Сахаре» (рабочее название фильма).

## Приём
Отзывы о Сахаре в целом были положительными, при этом Variety отметил «Сценарий наполнен содержательными диалогами, страстным действием и напряжением, а также логическими и хорошо продуманными ситуациями, без особой театральности. Это полностью мужской актерский состав, но в стремительно разворачивающейся яркой мелодраме нельзя не заметить отсутствие романтики».
Критик Нельсон Б. Белл из «The Washington Post» назвал эту картину «одной из наиболее сбалансированных военных картин … которая попеременно мучительна, сострадательна, захватывающая и всегда вызывает всепоглощающий интерес».
The Boston Globe назвала фильм «блестяще сыгранным …"Сахара" не жалеет ударов — они эмоционально бьют вас по лицу, и буквально невозможно оставаться равнодушным во время этой яркой истории. В картине нет ни капли любовной интриги, и в актерском составе нет ни одной женщины. Это война. Есть смерти и трагедии — но есть и финальный ироничный триумф. Сержант Ганн имеет власть над жизнью или смертью итальянского заключенного, и когда Дж. Кэрролл Нэш умоляет его сохранить ему жизнь, эта сцена является одним из самых острых моментов фильма года».
Босли Краузер в своем обзоре для The New York Times сосредоточился на звездной силе Богарта. «Те суровые, неукротимые качества, которые Хамфри Богарт так мастерски продемонстрировал в большинстве своих недавних картин — и даже раньше, в своих лучших гангстерских ролях — были удвоены и сосредоточены в „Сахаре“».